# Orden del Mérito Marítimo
La Orden del Mérito Marítimo (en francés: Ordre du Mérite Maritime) es una orden francesa establecida el 9 de febrero de 1930 como reconocimiento de los riesgos involucrados y para premiar los servicios prestados por los marineros, así como para reflejar el importante papel económico de la marina mercante al desarrollo del país. La orden fue reorganizada tanto en 1948 como en 2002.

## Categorías
La orden puede ser conferida a quienes hayan prestado servicios de transporte marítimo y cubre a:
- La tripulación marina mercante, los administradores civiles y la tripulación de los botes salvavidas y rescate.
- Personal militar naval.
- Personas que se hayan distinguido en el ámbito marítimo.

Los beneficiarios deben ser mayores de treinta años y tener al menos quince años de servicio distinguido.
La orden tiene tres clases:
- Chevalier (Caballero): insignia que se lleva en el pecho izquierdo en una cinta.
- Officier (Oficial): insignia que se lleva en el pecho izquierdo en una cinta que lleva una roseta.
- Commandeur (Comendador): insignia que se lleva alrededor del cuello.

También hay una Médaille d'Honneur des Marins (Medalla de honor de los marineros) asociada con la Orden.

## Insignias
La insignia fue creada por la casa Arthus Bertrand, y tiene la forma de una rosa de los vientos de dieciséis puntas, a la que se le aplica un ancla y cuyas ocho puntas principales están adornadas con esmalte blanco. En el anverso se representa una efigie de la República rodeada por un círculo de esmalte azul y con las inscripciones «República Francesa» mientras que en el reverso las palabras «Mérito Marítimo». La cinta es azul con dos franjas verdes más delgadas a lo largo de los lados.

Chevalier (Caballero)
Officier (Oficial)
Commandeur (Comendador)